# Битва при Аль-Саннабре
Битва при Аль-Санна́бре — сражение между армией крестоносцев под командованием короля Балдуина I Иерусалимского и сельджуками во главе с Мавдудом в 1113 году, завершившееся разгромом крестоносцев.

## Предыстория
В 1108 году  эмир Мавдуд был назначен  вали Мосула - занимавший эту должность считался привилегированным вассалом сельджукского султана, и часто действовал как главнокомандующий султана, особенно в войнах с крестоносцами. В 1110 году Мавдуд  перебил около пяти тысяч армянских беженцев и забрал обоз в качестве добычи, а с 1111 по 1113 годы он ежегодно вторгался на территории государств крестоносцев (особенно — Эдесского графства). По итогу кампании 1111 года крестоносцы поняли, что им больше не удастся удерживаться к востоку от Евфрата. В 1112 году Мавдуд чуть не захватил Эдессу, вступив в сговор с местными армянами. Хотя ему и не удалось захватить Эдессу, он значительно ослабил это государство крестоносцев. В 1113 году атабек Дамаска Тугтегин просил Мавдуда о помощи против короля Иерусалима Балдуина I, совершавшего набеги на районы Аль-Батанию, Хауран и Савад (обрабатываемые земли в районе Bepxнeгo Иордана). Тот принял предложение Тугтегина и со своей армией отправился в Харран, к югу от Эдессы.

## Перед битвой
В мае 1113 года иерусалимский король Балдуин I узнал, что Мавдуд переправился через Евфрат в сопровождании эмира Синджара Темирека бен Арсланташа и Аяза бен Иль-Гази. Балдуин обратился к Рожеру Антиохийскому и Понсу Триполитанскому. Жослен из Тель-Башира поссорился с графом Балдуином Эдесским и отправился к Балдуину I Иерусалимскому, который дал ему титул принца Галилеи. Король и Жослен предложили соглашение Тугтегину, но тот отказался и в июне 1113 года выступил из Дамаска навстречу Мавдуду. Их силы объединились в Саламии. Прежде чем выступить против короля Балдуина, Мавдуд и Тугтегин хотели, чтобы к ним присоединился сельджукский правитель Алеппо Рыдван бен Тутуш. Мавдуд двинулся на юг через Банияс и разместил штаб на равнине аль-Кухван. Во второй половине апреля или в начале мая он переправился через Евфрат и 28 мая присоединился к Тугтегину возле Вимса (Эмеса). Они решили атаковать город Тивериаду, откуда армия Балдуина осуществляла набеги. Тем временем, по словам Альберта Аахенского, Балдуин, оставив небольшие гарнизоны в городах, собрал армию из семисот рыцарей и четырёх тысяч пехотинцев.

## Битва
Балдуин, не дожидаясь Роджера и Понса, двинулся на помощь Тивериаде. Мавдуд и Тугтегин перенесли свой лагерь на аль-Кухван к востоку от Иордана. Балдуин подошел с запада к мосту через Иордан, восточнее селения аль-Саннабра. По словам Г. Финка, христианские хронисты приписывали Мавдуду и Тугтегину успешную засаду на короля Балдуина, хотя современник событий, Ибн аль-Каланиси, не упоминал засады, а утверждал, что две армии столкнулись друг с другом. Когда 28 июня 1113 года часть солдат Мавдуда вышла из штаба в поисках еды, они увидели, что по ту сторону моста крестоносцы готовятся к битве. Сражение началось неожиданно, турки разгромили армию крестоносцев и одержали победу.

## Потери
Сведения о потерях франков различны — 2000 человек, по словам Ибн аль-Каланиси, 30 рыцарей и 1200 пехотинцев, по словам Фульхерия Шартрского. Оба в целом сходятся во мнении, что больше всего пострадала пехота. В суматохе сам король Балдуин был схвачен, но его не узнали, и ему удалось бежать. Король и остатки его разбитой армии собрались в Тивериаде. Ибн аль-Калиниси писал, что Иордан был настолько загрязнен кровью, что в течение нескольких дней его воду нельзя было использовать для питья.

## После битвы
Сразу после битвы (уже на следующий день, по словам Альберта Аахенского) прибыли Роджер Антиохийский и Понс Триполитанский. И Ибн аль-Каланиси, и Фульхерий Шартрский заявляли, что два молодых принца укоряли короля Балдуина за его поспешность. На следующий день после битвы объединённая франкская армия захватила холм к западу от города Тивериада. Здесь армия была в безопасности от нападения, хотя и страдала от нехватки воды. Сельджукские эмиры, подошедшие на следующий день, отказались от преследования и осады, поскольку конным и пешим войскам трудно вести бой в гористой местности. Ибн аль-Асир сообщал, что франки были заперты на этом холме в течение двадцати шести дней. В результате битвы при Саннабре отряды сельджуков получили возможность свободно перемещаться по Иерусалимскому королевству из конца в конец и турки совершали набеги на земли крестоносцев до Иерусалима и Яффо до середины августа 1113 года.
Ибн аль-Каланиси утверждал, что от Акры до Иерусалима не осталось ни одного неразграбленного поместья. Фульхерий Шартрский писал, что франки (крестоносцы) не осмелиливась покинуть города-крепости. Они не могли ни связаться с королем Балдуином, находившимся в блокаде возле Тивериады, ни собрать урожай, который в тот год был обильным. Но все города выстояли, за исключением Наблуса и Бейсана.
После битвы Мавдуд и Тугтегин отправили пленников и добытую ими добычу вместе с сообщением о победе султану Мухаммеду Тапару в Исфахан. Пока турецкая армия отступала к Вади аль-Мактулу, крестоносцы, бежавшие в горы, вернулись в свой первый лагерь.